# たった一度の人生ならば
「たった一度の人生ならば」（たったいちどのじんせいならば）は、Chageの楽曲。自身の7作目のシングルとして、2017年5月3日にUSM JAPANから発売された。規格品番：UICZ-9093 (初回限定盤) UICZ-5090 (通常盤)。

## 解説
ソロ・シングルとしては「もうひとつのLOVE SONG/NとLの野球帽」からおよそ11か月ぶり、CDシングルでは「永い一日」からおよそ3年ぶりとなる作品で、「TOKYO MOON」から5年8か月ぶりの一般販売かつメジャーレーベルからの発売となった。
カップリングにはCHAGE and ASKAの楽曲「愛すべきばかちんたちへ」のセルフカバーが収録されている。
初回限定盤と通常盤の2形態での発売で初回限定盤には表題曲のライブ音源が収録、付属のDVDには表題曲のMVとメイキング、ライブ映像が、通常盤には2曲のオリジナル・カラオケ音源がそれぞれ収録されている。
2曲とも2018年に発売されたベスト・アルバム『音道』にて収録された。
オリコンなど一部のメディアでは『たった一度の人生ならば/愛すべきばかちんたちへ』と両A面シングルとして扱われることがあるが、公式サイトでは本作は「たった一度の人生ならば」の単独A面シングルとして扱われている。

## 収録曲
| #         | タイトル                                       | 作詞         | 作曲         | 編曲      | 時間  |
| --------- | ---------------------------------------------- | ------------ | ------------ | --------- | ----- |
| 1.        | 「たった一度の人生ならば」                     | 松井五郎     | Chage        | 渡辺等    | 5:10  |
| 2.        | 「愛すべきばかちんたちへ」                     | チャゲ＆飛鳥 | チャゲ＆飛鳥 | 力石理江  | 4:08  |
| 3.        | 「たった一度の人生ならば」(Live at TOYOSU PIT) | 松井五郎     | Chage        |           | 6:57  |
| 合計時間: | 合計時間:                                      | 合計時間:    | 合計時間:    | 合計時間: | 16:15 |

| #         | タイトル                                         | 作詞         | 作曲         | 編曲      | 時間  |
| --------- | ------------------------------------------------ | ------------ | ------------ | --------- | ----- |
| 1.        | 「たった一度の人生ならば」                       | 松井五郎     | Chage        | 渡辺等    | 5:10  |
| 2.        | 「愛すべきばかちんたちへ」                       | チャゲ＆飛鳥 | チャゲ＆飛鳥 | 力石理江  | 4:08  |
| 3.        | 「たった一度の人生ならば」(オリジナル・カラオケ) |              | Chage        | 渡辺等    | 5:15  |
| 4.        | 「愛すべきばかちんたちへ」(オリジナル・カラオケ) |              | チャゲ＆飛鳥 | 力石理江  | 4:06  |
| 合計時間: | 合計時間:                                        | 合計時間:    | 合計時間:    | 合計時間: | 18:39 |

| #  | タイトル                                                         | 作詞 | 作曲・編曲 |
| -- | ---------------------------------------------------------------- | ---- | ---------- |
| 1. | 「たった一度の人生ならば」(MV)                                   |      |            |
| 2. | 「たった一度の人生ならば 」(Making & Interview)                  |      |            |
| 3. | 「たった一度の人生ならば」(@品川インターシティホール 2016/06/19) |      |            |

## 楽曲解説

### 初回限定盤

#### CD
1. たった一度の人生ならば
2016年に行ったファンミーティングツアー『Chage Fan Meeting 2016 ～ここがファンミのど真ん中!～』にて新曲として披露された楽曲。
悩んでも迷っても強く生きていくメッセージをうたう珠玉のバラード・ナンバーとなっている。
今回のCDでの収録にあたり、渡辺等が新たにアレンジし、スタジオ音源用として改めてレコーディングが行われた。
本曲のMVは監督の坂本あゆみによって製作された。
2. 愛すべきばかちんたちへ
CHAGE and ASKAの3枚目のアルバム『黄昏の騎士』収録曲のセルフカバー。
3. たった一度の人生ならば (Live at TOYOSU PIT)
コンサートツアー『Chage Live Tour 2016 〜もうひとつのLOVE SONG〜』豊洲PIT公演からのライブ音源。

#### DVD
1. たった一度の人生ならば (Music Video)
2. たった一度の人生ならば (Making & Interview)
3. たった一度の人生ならば (@品川インターシティホール 2016/06/19)
ファンミーティングツアー『Chage Fan Meeting 2016 ～ここがファンミのど真ん中!～』品川インターシティホール公演からのライブ映像。

### 通常盤
1. たった一度の人生ならば
2. 愛すべきばかちんたちへ
3. たった一度の人生ならば (オリジナル・カラオケ)
4. 愛すべきばかちんたちへ (オリジナル・カラオケ)

## 収録アルバム
- 音道 (#1, #2)